# کانزاکی، ساگا
۳۳°۱۹′ شمالی ۱۳۰°۲۲′ شرقی / ۳۳٫۳۱۷°شمالی ۱۳۰٫۳۶۷°شرقی
کانزاکی در استان ساگا در کشور ژاپن واقع شده‌است  که دارای جمعیت ۳۳٬۴۴۹ نفر و مساحت ۱۲۵٫۰۱ کیلومتر مربع با تراکم جمعیت ۲۶۸  نفر در کیلومترمربع است و در تاریخ ۲۰ مارس ۲۰۰۶ به عنوان شهر شناخته شد.